# Bob Iger
Robert Allen (Bob) Iger (New York, 10 februari 1951) is een Amerikaans zakenman, filmproducent, studiobaas en CEO van The Walt Disney Company. Van 2005 tot begin 2020 was hij ook al voorzitter en CEO van The Walt Disney Company.

## Biografie
Bob Iger werd in 1951 geboren in New York als de zoon van Mimi Tunick en Arthur L. Iger. Zijn vader was een Tweede Wereldoorlog-veteraan en professor marketing en PR. Zijn moeder was een leerkracht. Hij werd joods opgevoed. In 1973 behaalde Iger een bachelordiploma (Televisie & Radio) aan Ithaca College.
Igers eerste huwelijk, met Kathleen Susan, eindigde in een scheiding. De twee kregen twee dochters: Kathleen Pamela en Amanda. In 1995 huwde Iger met Willow Bay (geboren als Kristine Carlin Bay). De twee kregen twee zonen: Robert Maxwell en William.

## Carrière
Iger wilde initieel nieuwslezer worden en werkte begin jaren 1970 vijf maanden als weerman. In 1974 sloot hij zich aan bij de American Broadcasting Company (ABC). In 1989 werkte hij zich op tot hoofd van ABC Entertainment. Van 1993 tot 1994 was hij voorzitter van de ABC Network Television Group en in 1994 werd Iger benoemd tot voorzitter en COO van het moederbedrijf Capital Cities/ABC.
Twee jaar na zijn benoeming werd Capital Cities/ABC overgenomen door Walt Disney, waarna het bedrijf tot ABC, Inc. werd omgedoopt. Iger bleef tot 1999 voorzitter van ABC. Nadien werd hij verantwoordelijk voor de afdeling Walt Disney International.
In januari 2000 promoveerde Iger tot voorzitter en COO van The Walt Disney Company en werd hij binnen de hiërarchie van de onderneming de nummer twee, na voorzitter en CEO Michael Eisner. Vijf jaar later, op 15 maart 2005, volgde hij Eisner op als CEO en werd Iger de hoogste leidinggevende binnen het mediaconglomeraat.
Onder Igers leiding nam Disney in 2006 het animatiebedrijf Pixar over in een aandelentransactie van 7,4 miljard dollar. Datzelfde jaar kocht Disney ook de rechten op het personage Oswald the Lucky Rabbit terug van NBC Universal. In ruil maakte sportjournalist Al Michaels de overstap van ABC Sports naar NBC Sports.
In oktober 2012 sloot Iger met George Lucas een akkoord over de overname van Lucasfilm voor een bedrag van 4 miljard dollar. Door de overname kwamen de rechten op onder meer de Star Wars-franchise en Indiana Jones in handen van Disney. Drie jaar later bracht de filmstudio met The Force Awakens (2015) een nieuwe Star Wars-film uit. De film bracht wereldwijd meer dan 2 miljard dollar op. In 2016 opende Disney in China het attractiepark Shanghai Disney Resort.
Iger kondigde in 2018 aan een andere rol te willen binnen Disney. De aankondiging op 25 februari 2020 dat Iger terugtrad als CEO en vervangen werd door Bob Chapek kwam toch onverwacht: aandeelhouders hadden als opvolger eerder rekening gehouden met Kevin Mayer, die als hoofd van het onderdeel direct-to-consumer rechtstreeks betrokken was bij de recente lancering van Disney+. Iger gaf aan tot in 2021 bestuursvoorzitter te willen blijven.